# أطراف أصابع القدم (فلم)
أطراف أصابع القدم (بالإنجليزية: Tiptoes) هو فيلم صَدر سنة 2003، من بطولة ماثيو ماكونهي، كيت بيكينسيل، باتريشيا أركيت وغاري أولدمان. تم عرض الفيلم في مهرجان صاندانس السينمائي سنة 2004، لكنه لم يعرض أبداً في صالات السينيما بالولايات المتحدة وصَدر مباشرة على أقراص دي في دي.

## طاقم التمثيل
- غاري أولدمان في دور رولف بيداليا، الأخ التوأم لستيفن
- كيت بيكينسيل في دور كارول، خطيبة ستيفن
- ماثيو ماكونهي في دور ستيفن بيداليا، الأخ التوأم لرولف
- بيتر دينكلاج في دور موريس، أفضل أصدقاء رولف
- باتريشيا أركيت في دور لوسي، صديقة موريس
- ديبي لي كارينغتون في دور كيتي كاتز
- سوزان بارنز في دور سيلفيا، أم كارول
- بريدجيت باورز في دور سالي، صديقة رولف بين الفينة والأخرى
- إد غيل في دور بوبي باري، عم رولف وستيفن
- مايكل ج. أندرسون في دور برونو بيداليا، أب رولف وستيفن
- أليكسا نيكولاس في دور سوزان باري، عمة رولف وستيفن
- ديفيد آلان غرير في دور جيري روبن جونيور

## روابط خارجية
- أطراف أصابع القدم على موقع IMDb (الإنجليزية)
- أطراف أصابع القدم على موقع روتن توميتوز (الإنجليزية)
- أطراف أصابع القدم على موقع نتفليكس (الإنجليزية)
- أطراف أصابع القدم على موقع ألو سيني (الفرنسية)
- أطراف أصابع القدم على موقع أول موفي (الإنجليزية)
- أطراف أصابع القدم على موقع فيلمافينيتي (الإسبانية)
- أطراف أصابع القدم على موقع قاعدة بيانات الأفلام السويدية (السويدية)
- أطراف أصابع القدم على موقع قاعدة بيانات الفيلم (الإنجليزية)
- أطراف أصابع القدم على موقع ليتربوكسد (الإنجليزية)
- أطراف أصابع القدم على موقع كينوبويسك (الروسية)